# لغة دير
لغة دير هي تحتصر لغة نوبية محتضرة محكية في شمال جبال النوبة في السودان. من فرع هيل نوبي كان يتحدث بها جوالي 1000 شخص في عام 1978م في تلال جبال كما هو وستة بين الدلنج و دلامي.